# Burghmuirhead
Burghmuirhead è un'area di Edimburgo, in Scozia.
Si trova in una zona compresa tra Bruntsfield a nord e Morningside a sud. Nelle vicinanze si trovano anche Merchiston e   Greenhill.
Burghmuirhead una volta era compresa nella zona di Greenhill. Prende il nome da Burgh Muir, una foresta di querce che si estendeva ampiamente verso il sud di Edimburgo, mentre adesso ha perso molta della sua ampiezza. Quello che ne è rimasto è ora diventato il parco di Bruntsfield Links.